# Granada (Minnesota)
Granada és un municipi dels Estats Units a l'estat de Minnesota, amb una població de 291 habitants (2019). L'actual alcalde és Darren Maday.

## Demografia
La ciutat de Granada disposa d'un total 135 habitatges i 291 habitants, amb una densitat de població d'aproximadament 194 habitants per km². Dels 135 habitatges, el 85% està ocupat per families i la resta son habitatges buits.
La taxa d'atur se situa al voltant del 28,2% i els ingressos mitjans per unitat familiar son de $45.528 dolars anuals. Entorn del 8,9% de la població es troba per sota del llindar de pobresa.Per edats, la població es reparteix de la següent manera: un 26,9% té menys de 18 anys, un 77,4% entre 18 i 65, i el restant 17,9% son majors de 65 anys. L'edat mediana és de 41 anys.
Entre els sectors productius més importants es troba la manufactura (22,8%), l'educació, sistema sanitari i assistència social (19,3%) i l'oci i restauració (12,4%), per altra banda, entre els sectors de menors importància es destaquen els serveis de la informació (0%), les finances i sector immobiliari (3,4%) i el sector primari (4,8%).

## Poblacions més properes
El següent diagrama mostra les poblacions més properes.